# 自由电子激光器

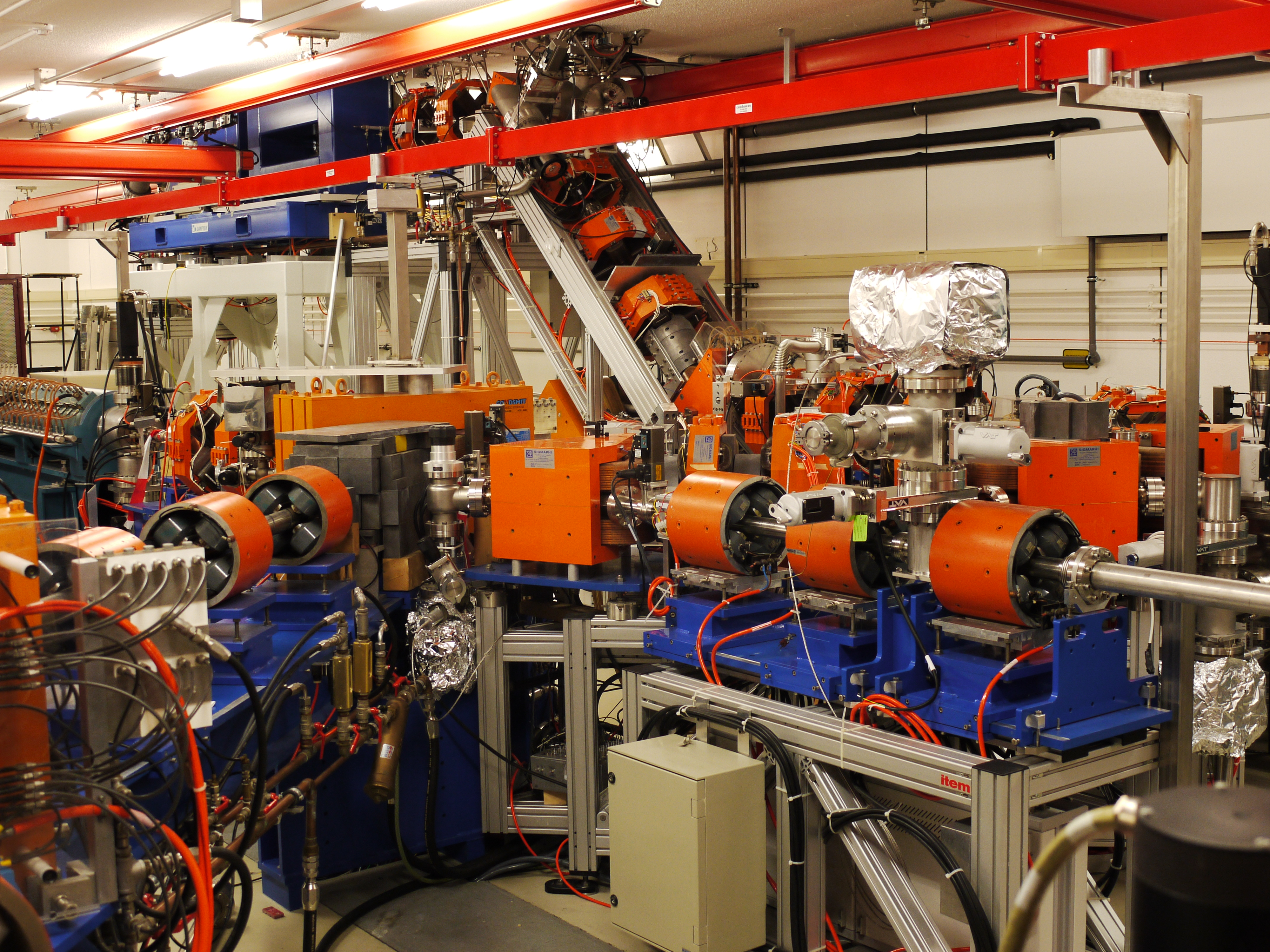
位于FOM的自由电子激光器。

自由电子激光器（FEL），所产生激光束其光学性质与传统激光器一样，具有高度相干、高能量的特点，不同之處在于其产生原理。一般激光產生方法是用特定物質激發至激發態以作为激光介质，其激光产生是把原本处于激發態的原子或分子激发以產生激光；有別於一般激光，FEL的光來自同步辐射光源，其原理是利用聚頻磁鐵 (undulator)或增頻磁鐵 (wiggler)的磁場把高速前進的電子束多次改變方向，從而把電子的動能轉為光子。在這些光子與電子束的相互作用下，光得以放大，而電子束也繼而以同步方式發放光束，就此得出了激光。由于电子束在磁场中是自由移动的，故命名为“自由电子激光器”。
自由電子激光产生过程中不需要介质，也就不需要特定物質以做成居量反轉，不被特定物質的能級特性而限定了波長。電子束的動能及聚頻磁鐵的參數階可隨需要改變，只要改變這些條件就可以使激光的波長改變，因此自由電子激光可在相當廣的範圍內設計成所需要的某一波長，目前涵盖範圍由微波，太赫兹，远红外，可见光区，甚紫外以至X射线。自由电子激光器的核心是电子源（通常是粒子加速器）与相互作用区（把电子动能转换为光子能量）。
自由电子激光器发明于1976年，发明者为斯坦福大学的約翰·梅迪(John Madey)。而當中的相關技術聚頻磁鐵則是由Hans Motz及其夥伴於1953年在史丹福大學研制。梅迪當時所用電子束能量為24MeV，放大光訊號的聚頻磁鐵長5米。

## 原理

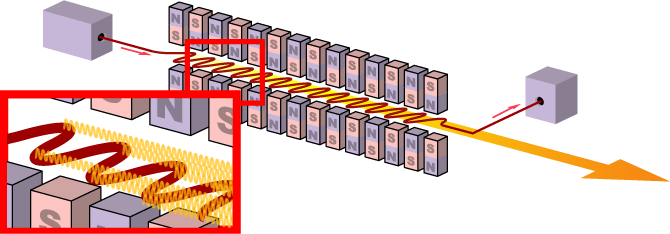
加速后的电子束通过一系列排列成周期性结构的磁体（波荡器），磁场使电子在其间以周期性路径运动。当电子在波荡器中以周期性路径运动时，它们会发射出相干的辐射光子。辐射光子相干叠加，便可形成强烈的激光光束。

在自由電子激光器中，產生激光的第一步就是產生同步辐射光源，就是先把電子加速成接近光速的電子束，然後電子束以縱向通過以大量二極磁體組成的聚頻磁鐵/波荡器，這些磁體的極向是橫向的，並頻密地週期性交替變換，當電子束經過磁場時，會因為勞侖茲力所致而橫向擺動、偏轉，又因磁場極向是交替變換的，電子束的行走路徑變成了正弦曲線，意味著電子的加速度有著改變，因而使得電子損失了動能，損失了的動能便以光子形式釋放出來，這就是同步輻射光這些光是單色光，沒有高方向性，而且也不太據有相干性，這是因為電子的隨機分佈使得釋放光子的時間及位置不一所致。
放置在通頻磁鐵/波荡器縱向二個末端、互相平行的反射鏡形成共振腔（這是所有激光產生都有的），由電子動力轉化的光在兩鏡之間來回反射而形成駐波而共震，特定波長的光強度因而增大，只有前進方向與鏡面垂直的光才能形成駐波及增強，成為激光所需的方向性因此形成。當強度大至一定程度時便足以使得光束的縱向電場與正弦曲線走動電子束的縱向電流產生相互作用，基於有質動力的緣固，在有些位置電子的能量增，另一些則減少，最後，電子束的分佈被光波調制成在每一光波的波長內有一點較集中，電子串正弦曲線路徑的橫向部份開始被集中在這些點，結果原有隨機分佈的電子釋放光子時間及位置開始變成同相，所發出的光子變成有相干性，這導致電子路徑橫向部份進一部集中…，如此循環下去，最後大部份電子也同相地釋放光子，達致相干及高方向性，也即產生了激光。
改变电子束能量或頻磁鐵/波荡器的磁场强度可以變所產生激光的光波长。
由於電子被加速至接近光速，因此由運作、設計必須考慮相對論的論述。其產生之激光的波長 {\displaystyle \lambda _{r}}為：
{\displaystyle \lambda _{r}={\frac {\lambda _{u}}{2\gamma ^{2}}}\left(1+{\frac {K^{2}}{2}}\right)}
若 K的值相當小時，可被簡化為：
{\displaystyle \lambda _{r}\propto {\frac {\lambda _{u}}{2\gamma ^{2}}}}
當中：
{\displaystyle \lambda _{u}}是聚頻磁鐵/波荡器的波長
{\displaystyle \gamma }是相對勞侖茲因子及由聚頻磁鐵/波荡器的幾何參數決定的比例常數
這公式可以被理解為結合了兩個相對論效應。當電子通過聚頻磁鐵/波荡器時，因洛伦兹收缩，聚頻磁鐵/波荡器會按{\displaystyle \gamma }縮短。但以旁觀者角度其波長及相對論性多普勒效應作用下在公式中引入了另一{\displaystyle \gamma }因素。例如使用在X光FEL、的聚頻磁鐵/波荡器，其1 cm的波長會被≈ 2000的{\displaystyle \gamma }轉換成1 nm級數的波長，也即電子的速度須為0.9999998c（99.99998%光速）。

## 構造
自由電子激光器需要使用電子加速器，把電子加速到極高速，能量高，有輻射危險性，因此須要加以屏蔽。電子加速器會用上調速電子管之類的設備，需要高壓電源。電子束走經的空間需要高度真空，以免空氣粒子阻礙電子束，這需要多種真空泵。這些設很笨重、昂貴，但峰值功率高、能按需要產生特定波長，使得在很多方面也需要使用自由電子激光，例如化學、測定生物分子構、醫學診斷、无损检测…。

### X射線 FEL
因為沒有物質能有效反射極紫外光及X光，所以造不出對應這些波段的鏡，沒有鏡就不能構成一般產生激光所需的共振腔，沒有共振腔便不能使光波來回往返聚頻磁鐵多次以產生足夠的光放大。因為缺乏共振腔，X光自由電子激光只能在波束通過一次之內就把波束放大到所需強度。
為此，需要很長的聚頻磁鐵，並使用自放大自發輻射（SASE）原理以獲得足夠的增幅。自放大自發輻射同時會使電子束變得微束；起初，電子是平衡分佈的，只會產生不相干的波束，當波束與電子束的震蕩互動後，電子束會移位成微束，其橫向段被移成等距，並與波束波長相等，如此就能產生同相、相干的波束，波束強度因而以指數式上升。

## 现状
因为自由电子激光器中的电子需要具有相对论速度，产生这样速度的电子通常是极为复杂的事情。除此以外，电子的同步质量要好，这使得当前的自由电子激光器复杂而昂贵，解决方案之一便是集成到现有设备中来（如位于汉堡的DESY(德国电子加速器)）。截至2016年，全球共有21台自由电子激光器，另有15台在建或计划建造。尽管自由电子激光涵盖全部光谱范围，具体使用则是针对某一特定频率范围。例如，位于杜布纳粒子物理实验室的FEL工作于毫米波段，汉堡的FLASH 1 工作于深紫外段（6-30nm）, FLASH 2 (4-80 nm)。当前最短工作波长（0.06 nm）的 FEL 則位於日本兵庫縣的SACLA。未来的FEL（如同样建造于汉堡DESY的欧洲X射线自由电子激光器 (European XFEL)）将会覆盖软硬X射线，涵盖0.05 - 4 nm范围， 即X射线自由电子激光器 （XFEL）。

## 世界分布
- 美國SLAC國家加速器實驗室，2009年開始啟用。
- 日本(SACLA)
- 德國(EU XFEL)
- 韓國(PAL FEL)（朝鲜语：포항가속기연구소）
- 瑞士(SwissFEL)
- 中國上海光源

## 更多信息
- Madey, John, "Stimulated emission of bremsstrahlung in a periodic magnetic field". J. Appl. Phys. 42, 1906 (1971)
- Madey, John, Stimulated emission of radiation in periodically deflected electron beam, US Patent 38 22 410,1974
- Boscolo, et al., "Free-Electron Lasers and Masers on Curved Paths". Appl. Phys., (Germany), vol. 19, No. 1, pp. 46-51, May 1979.
- Deacon et al., "First Operation of a Free-Electron Laser". Phys. Rev. Lett., vol. 38, No. 16, Apr. 1977, pp. 892-894.
- Elias, et al., "Observation of Stimulated Emission of Radiation by Relativistic Electrons in a Spatially Periodic Transverse Magnetic Field", Phys. Rev. Lett., 36 (13), 1976, p. 717.
- Gover, "Operation Regimes of Cerenkov-Smith-Purcell Free Electron Lasers and T. W. Amplifiers". Optics Communications, vol. 26, No. 3, Sep. 1978, pp. 375-379.
- Gover, "Collective and Single Electron Interactions of Electron Beams with Electromagnetic Waves and Free Electrons Lasers". App. Phys. 16 (1978), p. 121.
- "The FEL Program at Jefferson Lab"
- Brau, Charles, , Boston: Academic Press, Inc., 1990
- https://web.archive.org/web/20160718050902/http://www.xfel.eu/research/beamlines/

1. ↑  . www.riken.jp.   [2022-02-07]. （原始内容存档于2022-03-01）.